# Lodewijk Gunther van Nassau

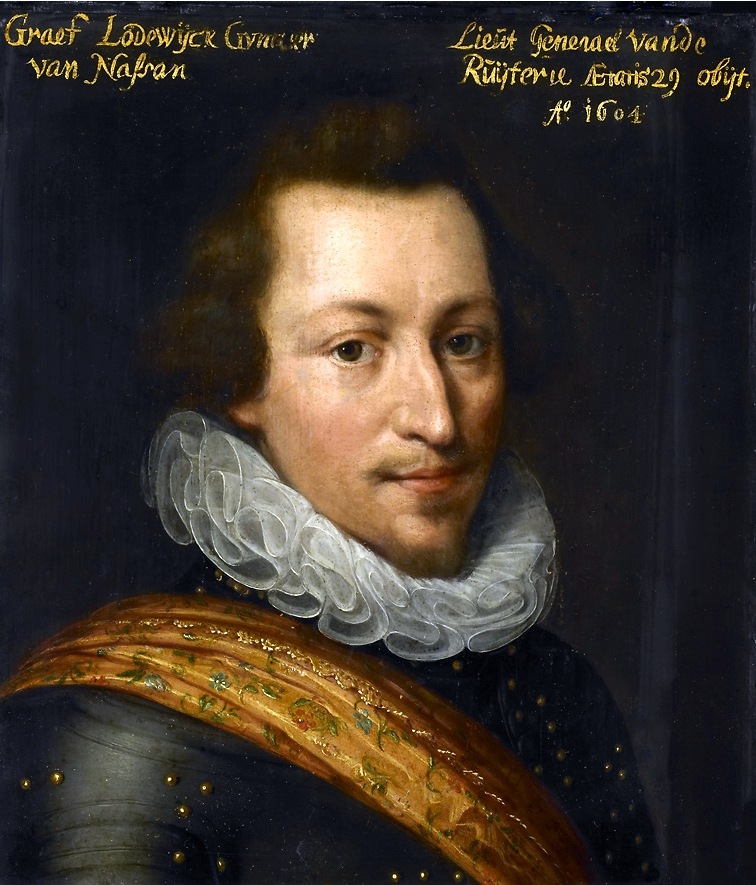
Lodewijk Gunther van Nassau

Lodewijk Gunther (Dillenburg, 15 februari 1575 - bij Sluis, 14 september 1604), graaf van Nassau, Katzenelnbogen, Vianden en Dietz, was een Nederlands militair en het dertiende kind van Jan VI van Nassau-Dillenburg en Elisabeth van Leuchtenberg.
Hij studeerde korte tijd in Zwitserland en trad daarna zoals zijn meeste broers in Staatse dienst. Onder zijn broer Willem Lodewijk en zijn neef prins Maurits nam hij deel aan de meeste krijgshandelingen, waaronder de Engels-Nederlandse tocht naar Cádiz en, nadat hij door Maurits tot luitenant-generaal der cavalerie benoemd was, aan de Slag bij Nieuwpoort (1600). In datzelfde jaar nam hij Wachtendonk in en in 1602 leidde hij een veldtocht naar Luxemburg. Bij het beleg van Sluis in 1604 stierf hij aan een koorts.

## Huwelijk
In 1601 was Lodewijk Gunther met Anna Margaretha van Manderscheid (1575-1606), een dochter van graaf Hans Gerard van Manderscheid-Blankenheim-Gerolstein, getrouwd. Het huwelijk bleef kinderloos.